# Varsen Aghabekian
Varsen Ohannes Vartan Aghabekian Shahin (em árabe: فارسين أغابكيان; em armênio/arménio:  Վարսեն Աղաբեկյան) (n. 1958) é uma política e acadêmica palestina de ascendência armênia, atual ministra das Relações Exteriores e Expatriados do Estado da Palestina no gabinete liderado pelo primeiro-ministro Mohammad Mustafa. Ao ser nomeada ministra de Estado para as Relações Exteriores e Expatriados pela Autoridade Palestina em 2024, equivalente a vice-ministra mas com o status de ministra, ela tornou-se a primeira pessoa de ascendência armênia a ocupar um cargo ministerial no governo palestino. Em 2025, ela assumiu o comando da pasta. Anteriormente, foi reitora e professora associada da Universidade Al-Quds.

## Biografia
Aghabekian nasceu na Jordânia em 1958. Ela fez seus estudos superiores nos Estados Unidos, onde obteve um mestrado em administração de enfermagem pela Universidade de Indiana–Universidade Purdue em 1983 e um doutorado em política educacional e estudos de gestão pela Universidade de Pittsburgh em 1988.

## Carreira

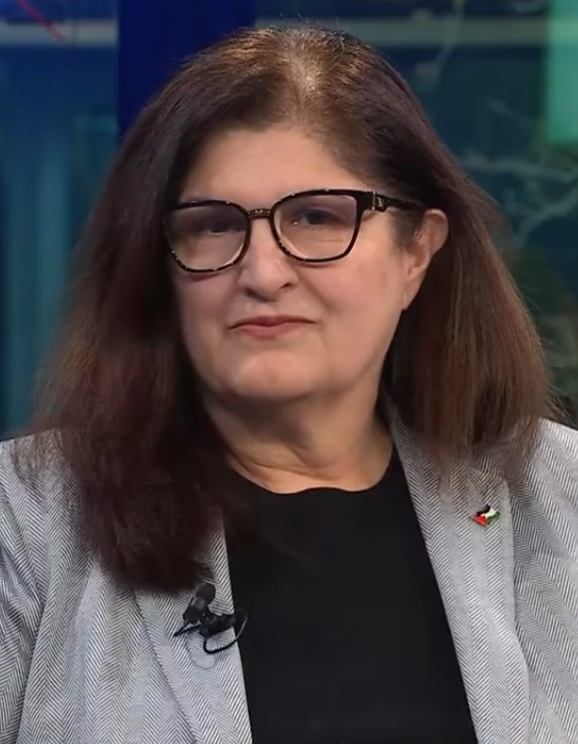
Aghabekian no Fórum Económico Mundial de 2025

### Academia e ativismo
De 1988 a 2008, Aghabekian lecionou na Universidade Al-Quds em Jerusalém. Ela foi inicialmente professora associada antes de ocupar vários cargos administrativos, incluindo reitora da faculdade de profissões da saúde (1995–1998) e reitora de estudos de pós-graduação (1998–2000).
Ela também ocupou cargos importantes em vários projetos políticos e sociais. Atuou como coordenadora da unidade de desenvolvimento de recursos humanos do Conselho Médico da Palestina, diretora do projeto de construção institucional no gabinete do presidente palestino, diretora executiva da versão de 2009 do programa Capital Árabe da Cultura e comissária-geral da Comissão Independente para os Direitos Humanos (2016–2018), o órgão nacional de direitos humanos do país. Além disso, ela é membro do conselho do Consórcio Diyar, uma organização palestina focada no desenvolvimento cultural e educacional.
Cristã armênia, Aghabekian é membro fundador da comissão presidencial para a restauração da Igreja da Natividade, bem como da comissão presidencial para assuntos da igreja. Ela é uma defensora dos direitos de cristãos e mulheres na Palestina.

### Ministra de Estado para as Relações Exteriores e Expatriados
O primeiro-ministro da Autoridade Palestina, Mohammad Mustafa, nomeou Aghabekian como sua ministra de Estado para Relações Exteriores e Expatriados em 29 de março de 2024, dois dias antes de seu gabinete tomar posse. O cargo era tratado como correspondente a vice-ministra, mas Aghabekian já possuía o status de ministra no gabinete. Ela é a primeira pessoa armênia a ser nomeada ministra do governo palestino.
Por decreto do presidente palestino Mahmoud Abbas em junho de 2024, ela foi nomeada vice-presidente do Conselho de Administração da Agência Palestina de Cooperação Internacional.
Poucas semanas antes da eleição presidencial nos Estados Unidos em 2024, Aghabekian expressou esperança de que o candidato eleito apoiasse uma solução de dois estados para o conflito israelo-palestino e assumisse um papel neutro mas proativo no Oriente Médio. Após ser eleito presidente do país pela segunda vez, Donald Trump delineou um plano para o país ocupar a Faixa de Gaza. Em resposta, Aghabekian reiterou a jurisdição de jure da Autoridade Palestina sobre a Faixa de Gaza, rejeitou o plano como "inaceitável" e apelou a outros países ocidentais para que fizessem o mesmo.
Em visita ao Brasil em março de 2025, Aghabekian pediu o apoio do país ao ingresso da Palestina como membro pleno da Organização das Nações Unidas, um boicote a produtos cultivados nos territórios palestinos ocupados por Israel, e a elevação do Escritório de Representação do Brasil em Ramala ao status de embaixada. Um comunicado conjunto foi divulgado após o encontro.

### Ministra das Relações Exteriores e Expatriados
Em uma reorganização do gabinete em junho de 2025, Aghabekian tornou-se MInistra das Relações Exteriores e Expatriados da Palestina, assumindo o comando da pasta anteriormente chefiada pelo primeiro-ministro Mohammad Mustafa, que deixou de acumular a função.